# Norbert Kückelmann
Norbert Kückelmann (Munich, 1 de mayo de 1930 – 31 de agosto de 2017) fue un director de cine y guionista alemán. 
En la década de los 50, derecho y trabajó como crítico cinematográfico. Después de la graduación, trabajó en un bufete en Munich y Mainz. En 1965 fundó junto a Alexander Kluge y Hans-Rolf Strobel el Comité de jóvenes directores de Alemania (Kuratorium Junger Deutscher Film). Aunque continuó como abogado, debutó en el cine como director en 1973 con Die Sachverständigen. En el Festival de Berlín ganó el Oso de Plata. Este film también ganó el Deutscher Filmpreis a la mejor ópera prima. En el Festival de Berlín de 1984, su película Morgen in Alabama volvió a ganar el Oso de Plata. Dos años después, fue miembro parte del jurado del Festival de Berlín.
Norbert Kückelmann era hermano de la actriz Gertrud Kückelmann. 

## Filmography
- Die Sachverständigen - 1973
- Die Angst ist ein zweiter Schatten - 1974
- Die letzten Jahre der Kindheit - 1979
- Morgen in Alabama - 1984
- Schweinegeld – Ein Märchen der Gebrüder Nimm - 1989
- Abgetrieben - 1992
- Alle haben geschwiegen - 1996
- Porträt eines Richters - 1997
- Verlorene Kinder - 2000
- Ich hab es nicht gewollt - Anatomie eines Mordfalls - 2002

## Premios y distinciones
Festival Internacional de Cine de Berlín
| Año  | Categoría    | Película             | Resultado |
| ---- | ------------ | -------------------- | --------- |
| 1973 | Oso de Plata | Die Sachverständigen | Ganador   |
| 1984 | Oso de plata | Morgen in Alabama    | Ganador   |